# 桂文屋
桂 文屋（かつら ぶんや、慶応3年12月（1867年12月もしくは1868年1月 - 1909年（明治42年）3月16日。、明治時代の上方落語の落語家（上方噺家）。本名： 桂 陀羅助。享年43（満41歳没）。俳名は「文哉」。
軽口の笑福亭松右衛門の実子。本名の陀羅助は、大峰山名産の苦い胃腸薬「陀羅尼助丸」に由来している。妹はお里という。また弟は勘蔵という名で、弟妹の名前について3代目桂米朝は「漢方薬に使われる甘草と砂糖の地口」とし、文屋の本名が苦い薬に由来することから「しゃれた父親」と評している。
幼少時から本名（一時笑福亭だら助）のままで寄席に出ており、2代目笑福亭松鶴の門下だったという。次に3代目桂文吾の門下で金吾となり、最後に2代目桂文枝の門下で文屋となった。
本職の落語の腕前は「下手」と評されながらも、文人の食満南北や渡辺霞亭からその人柄を愛された。3代目桂米朝によると、食満南北は一時期文屋の家に仮寓した（道楽が過ぎて家にいられなくなったため）という。
音曲では一中節、胡弓に琴を手がけたほか、陶芸（楽焼）に茶道、絵画に俳句と、多芸多趣味の人であった。陶芸では両方に口のある土瓶を作ったが、引き取り手がなかったとされ、死去から3か月後にそれを記念する碑が大阪市天王寺区の壽法寺に建立されている。同寺には文屋の墓もある。
死去から約半年後に『大阪朝日新聞』の「珍物画伝」に生前の奇行が紹介された。それによると、家財が仏壇しかなく、襖に破産した銀行の株券を貼りつめ、夜にも照明を付けず、就寝時は水を詰めた一升の徳利を天井からつるしていた（泥棒がぶつかれば水がこぼれて自分の目が覚めるという仕掛け）。生涯独身であった。
新作も多く手がけ、『いらち俥』（東京では『反対俥』）『阿弥陀池』（発表当時は『新作和光寺』）『染色』の作者とされる。
辞世の句は「夢さめて酒まださめず春の月」。